# 금보 (악보)
금보(琴譜)는 조선 선조 5년 안상이 편찬한 1책의 악보로 일명 안상금보(安瑺琴譜), 금합자보(琴合字譜)라고도 한다. 편장 안상이 명종 16년에 장악원(掌樂院) 첨정(僉正)이 되어 악사 홍선종(洪善終)·악공 허억봉(許億鳳)·이무금(李無金)과 함께 이 악보를 편찬하고 선조 5년에 책을 낸 것이다.
거문고의 오음약보·합자보 및 육보(肉譜)와 노래와 사설을 적고 피리의 오음약보 및 육보·장고악보를 곁들여서 총보(總譜)를 만들었다. 이 악보에는 <만대엽(慢大葉)>, <정석가(鄭石歌)>, <북전(北殿)>, <사모곡(思母曲)> 같은 고가요(古歌謠)가 실렸는데, 조선 후기에 크게 성했던 가곡의 실마리가 되는 <만대엽>, <북전>의 최고 악보로서 조선 전기음악과 후기음악을 비교하는 데 중요한 자료가 된다. 전형필 소장으로 1963년 1월 21일 보물 제283호로 지정되었다. 현재 대한민국 서울특별시에 위치한 간송미술관이 소장하고 있다.

## 개요
금보(琴譜)는 선조 5년(1572)에 안상이 편찬한 거문고 악보로, 목판본으로 출판된 악보 가운데 가장 오래된 것이다. 이 책의 머리글에는 안상이 1561년 장악원의 첨정으로 근무하면서 악공을 시험하는 책에 가락 쓰는 법과 술대 쓰는 법이 없는 것을 안타깝게 여기고 이를 보완하기 위해 악사 홍선종에게 합자보를 개수하게 하고 악공 허억봉에게 적보를, 악공 이두금에게 장구보를 만들게 하여 이 악보를 편찬하였다는 내용이 실려있다.
이 책의 내용을 보면 크게 세 부분으로 분류할 수 있는데 첫째 부분은 저자의 머리글에 이어 금도와 낙시조평조, 우조평조, 평조계면조의 산형 및 집시도, 박보, 장구보, 안공법 등의 그림과 설명으로 구성되었다. 둘째 부분은 정석가, 한림별곡, 감군은, 여민락 등 9곡으로 구성되었다. 셋째 부분은 당비파도, 비파탄법, 조현법의 도설 및 비파만대역의 악보로 구성되었다.
이 책은 임진왜란 이전의 여러 가지 악보를 포함하고 있어 『시용향악보』와 더불어 가장 기본적인 악보로 취급되고 있으며, 당비파 음악을 전하는 유일한 자료로 평가된다.

## 참고 자료
- 금보 - 국가유산청 국가유산포털
- 이 문서에는 다음커뮤니케이션(현 카카오)에서 GFDL 또는 CC-SA 라이선스로 배포한 글로벌 세계대백과사전의 내용을 기초로 작성된 글이 포함되어 있습니다.